# Haplochromis retrodens
Haplochromis retrodens – gatunek słodkowodnej ryby z rodziny pielęgnicowatych (Cichlidae).

## Występowanie
Jezioro Wiktorii w Afryce.

## Morfologia
Długość standardowa do 14,4 cm.

## Status
Gatunek został wpisany w 1996 roku do Czerwonej księgi gatunków zagrożonych IUCN w kategorii gatunków wymarłych (EX), gdyż po raz ostatni widziano go w 1991 roku. Według Harrison & Stiassny (1999) decyzja o uznaniu gatunku za wymarły wymaga potwierdzenia, dlatego od 2010 roku jest on klasyfikowany przez IUCN jako VU (narażony na wyginięcie). Główną przyczyną gwałtownego spadku liczebności gatunku na początku lat 80. XX wieku była introdukcja do Jeziora Wiktorii okonia nilowego.